# Dmitri Moeravjov
Dmitri Sergejevitsj Moeravjov (Russisch: Дмитрий Сергеевич Муравьёв) (Kirgizische Socialistische Sovjetrepubliek, 2 november 1979) is een Kazachs voormalig wielrenner. Zijn naam wordt ook gespeld als Dimitri Muraviev, vooral in de Franstalige pers, en als Dmitriy Muravyev, door de UCI.

## Belangrijkste overwinningen
2002
- Kazachs kampioen op de weg, Elite

2003
- Proloog Ruban Granitier Breton
- 4e etappe Ruban Granitier Breton
- 6e etappe Ruban Granitier Breton
- Eindklassement Ruban Granitier Breton
- Kazachs kampioen tijdrijden, Elite
- 5e etappe Ronde van de Pyreneeën
- 6e etappe Ronde van de Pyreneeën
- 1e etappe Ronde van Navarra
- Ronde van Bretagne

2005
- Kazachs kampioen tijdrijden, Elite

2009
- 4e etappe Ronde van Frankrijk (ploegentijdrit)

## Resultaten in voornaamste wedstrijden
| Jaar | Ronde van Italië | Ronde van Frankrijk | Ronde van Spanje |
| ---- | ---------------- | ------------------- | ---------------- |
| 2002 |                  |                     |                  |
| 2005 | 92e              |                     |                  |
| 2007 | 51e              |                     |                  |
| 2008 |                  |                     | 131e             |
| 2009 |                  | 146e                |                  |
| 2010 |                  | 147e                |                  |
| 2011 |                  | 128e                |                  |
| 2012 |                  |                     |                  |
| 2013 |                  | 167e                |                  |

| Jaar | Milaan-San Remo | Gent-Wevelgem | Ronde van Vlaanderen | Parijs-Roubaix | Amstel Gold Race | Kuurne-Brussel-Kuurne |  | WK op de weg |  | Wereldranglijsten |
| ---- | --------------- | ------------- | -------------------- | -------------- | ---------------- | --------------------- |  | ------------ |  | ----------------- |
| 2002 |                 |               |                      |                |                  |                       |  | opgave       |  |                   |
| 2005 | opgave          |               |                      |                |                  | 9e                    |  | opgave       |  |                   |
| 2007 |                 | 29e           | 8e                   |                |                  |                       |  |              |  | 111e (UPT)        |
| 2008 |                 | 22e           | 16e                  |                | 42e              |                       |  | 30e          |  |                   |
| 2009 | 75e             |               | 77e                  |                | 45e              |                       |  |              |  |                   |
| 2010 | 37e             |               | 38e                  |                | 101e             |                       |  |              |  |                   |
| 2011 | 96e             | 80e           | 44e                  |                |                  |                       |  |              |  |                   |
| 2012 | 47e             |               | 39e                  | opgave         |                  |                       |  | opgave       |  |                   |
| 2013 |                 |               | 39e                  | 76e            |                  |                       |  |              |  |                   |

## Ploegen
- 2001-Domo-Farm Frites-Latexco (stagiair)
- 2002-Mapei-Quick Step-Latexco
- 2003-Quick Step-Davitamon-Latexco
- 2004-Crédit Agricole
- 2005-Crédit Agricole
- 2006-Jartazi - 7Mobile
- 2007-Astana
- 2008-Astana
- 2009-Astana
- 2010-Team RadioShack
- 2011-Team RadioShack
- 2012-Astana
- 2013-Astana
- 2014-Astana